# Ušćeskrapan
Ušćeskrapan (serbisk kyrilliska: Пословни центар „Ушће”, med latinska bokstäver Poslovni centar Ušće (Ушће/Ušće betyder "sammanflödet"; uttalas Oosj-tje) är den högsta skyskrapan i Belgrad, huvudstaden i Serbien, och den näst högsta byggnaden efter Avalatornet. Innan Avalatornet byggdes var Ušćeskrapan Balkans högsta byggnad.
Ušćeskrapan ligger i Novi Beograd och stod färdig 1964. Från den syns floderna Donau och Sava. Den var ursprungligen 105 meter hög, och användes som högkvarter för Jugoslaviens kommunistiska parti.
Ušćeskrapan hyrdes sedan ut till kommersiella intressen fram till 21 april 1999, då den drabbades svårt av Natos flygbombningar. 2003 började återuppbyggnaden, men skrapan blev nu två våningar högre än tidigare (141 meter / 462 fot totalt), och dessutom tillkom en 26 meter hög antenn, vilken i strikta arkitekturtermer inte räknas som byggnadshöjd.
En andra Ušćeskrapa bredvid den första är under byggnad (2019), med 22 våningar.

### Fotnoter
1. ↑  Lepša i modernija nego ikad, Danas Arkiverad 25 juli 2011 hämtat från the Wayback Machine.
2. ↑  Otvoren poslovni centar 'Ušće', RTS
3. ↑  Chapmantaylor.com 23 oktober 2019